# Microwave Limb Sounder
Il Microwave Limb Sounder è uno strumento sviluppato per misurare le emissioni di microonde che occasionalmente vengono prodotte negli strati alti dell'atmosfera. I dati sono utilizzati per creare dei profili dei gas atmosferici, della temperatura, pressione e del ghiaccio.

## Storia
- 12 settembre 1991, la NASA lancia l'Upper Atmosphere Research Satellite (UARS) con la missione STS-48 per poter monitorare la presenza di clorofluorocarburi dello strato d'ozono nell'atmosfera.[1]
- 15 luglio 2004 la NASA lancia Earth Observing System (EOS) con il satellite Aura al fine di definire lo stato dello strato di ozono e la composizione della stratosfera e della troposfera.[1]